# Edificio del Departamento de Trabajo
El Edificio del Departamento de Trabajo (en inglés Department of Labor Building), también conocido como el Edificio Federal William Jefferson Clinton, es un edificio de oficinas histórico, ubicado en la calle 14 y la Avenida Constitución, Noroeste, Washington D. C., en el Triángulo Federal. Fue el edificio de la sede del Departamento de Trabajo de los Estados Unidos desde su apertura hasta la década de 1970. Más tarde albergó el Servicio de Aduanas y actualmente está ocupado por la Agencia de Protección Ambiental (EPA).

## Historia
Arthur Brown, Jr. diseñó el edificio entre 1928 y 1931, y la construcción se completó en 1934.
El edificio fue construido como parte del desarrollo del Triángulo Federal. Aunque los planes para reconstruir el barrio marginal Murder Bay habían existido durante décadas, el Congreso no financió la compra de terrenos o la construcción de edificios en el área hasta 1926.   En julio de 1926, el gobierno propuso construir un edificio del Departamento de Trabajo entre las calles 13 y 14 NW, en el lado norte de B Street NW (ahora Constitution Avenue NW). En marzo de 1927, el gobierno propuso agregar un segundo edificio al este (entre las calles 12 y 13 NW) para "Oficinas independientes" (el propósito del edificio se cambió más tarde para ser la sede de la Comisión de Comercio Interestatal o ICC). El trabajo de diseño avanzó lentamente.   En abril de 1930, el presidente Herbert Hoover propuso construir un "Auditorio Departamental" de 2 millones de dólares para conectar los edificios Labor y ICC.
El presidente Hoover colocó las piedras angulares del edificio Labor / ICC el 15 de diciembre de 1932. Los masones entrenados en albañilería ayudaron al presidente a colocar las piedras angulares.  Hoover supervisó personalmente la dedicación de la piedra angular en el extremo Laborista del edificio. Sus palabras fueron transmitidas por altavoz a los trabajadores en el extremo de la estructura de la CPI, quienes colocaron la piedra angular de la CPI simultáneamente por instrucción del presidente (convirtiéndose en la primera vez en la historia de Washington que una sola persona dedicó dos piedras angulares al mismo tiempo).  William Green, presidente de la Federación Estadounidense del Trabajo (AFL), asistió a la colocación de la piedra angular del edificio Laborista. 
El edificio fue designado por el Congreso como una estructura que contribuye al Sitio Histórico Nacional de la Avenida Pensilvania en 1966, y posteriormente fue incluido en el Registro Nacional de Lugares Históricos.

## Ocupantes de la agencia
El Departamento de Trabajo fue el ocupante original del edificio. Dejó el edificio en 1979 cuando sus empleados se mudaron al Frances Perkins Building. El Servicio de Aduanas tomó ocupación en 1979 y permaneció hasta finales de la década de 1990, cuando se trasladó al Ronald Reagan Building and International Trade Center. En 2002, la EPA se mudó y el edificio fue designado como el edificio "EPA West".
En 2013, el Congreso designó el Edificio Federal William Jefferson Clinton como un complejo que incluye el Edificio EPA West, junto con dos edificios adyacentes que antes se conocían como el Edificio de la Comisión de Comercio Interestatal (y posteriormente designado como "EPA East") y el Edificio Federal Ariel Rios.